# Гней Фульвий Флакк
Гней Фульвий Флакк (лат. Gnaeus Fulvius Flaccus; III век до н. э.) — римский политический деятель и военачальник из плебейского рода Фульвиев, претор в 212 году до н. э., потерпевший поражение от Ганнибала при Гердонии.

## Биография
Гней Фульвий был младшим сыном Марка Фульвия Флакка, консула 264 года до н. э., и братом четырёхкратного консула Квинта. В 212 году, когда его брат получил своё третье консульство, Гней Фульвий был претором и командовал армией в Апулии. После победы в нескольких стычках люди в его войске совершенно распустились и даже перестали подчиняться командирам. Ганнибал воспользовался этим, чтобы напасть на Флакка при Гердонии. Римляне попали в окружение и были почти полностью перебиты: из 18 тысяч человек спаслись бегством всего 2 тысячи. В числе беглецов был и Гней, ускакавший на чужой лошади.
По истечении полномочий Гнея его привлекли к суду. Он ушёл в изгнание в Тарквинии.
Гней Фульвий был женат на Кварте Гостилии. В этом браке родился сын Квинт. Возможно, претор 190 года до н. э. Гней Фульвий тоже принадлежал к ветви Флакков и был сыном претора 212 года до н. э. После смерти Гнея Фульвия Кварта Гостилия вышла замуж во второй раз — за Гая Кальпурния Пизона.